# Бівер (округ Марінетт, Вісконсин)
Бівер (англ. Beaver) — місто (англ. town) в США, в окрузі Марінетт штату Вісконсин. Населення — 1153 особи (2020).

## Демографія
Згідно з переписом 2010 року, у місті мешкало 1146 осіб у 490 домогосподарствах у складі 338 родин. Було 797 помешкань
Расовий склад населення:
| - 95,9 % — білих - 1,1 % — корінних американців - 0,8 % — азіатів - 0,3 % — чорних або афроамериканців - 0,2 % — вихідців з тихоокеанських островів - 1,3 % — осіб інших рас |

До двох чи більше рас належало 0,3 %. Частка іспаномовних становила 3,4 % від усіх жителів.
За віковим діапазоном населення розподілялося таким чином: 20,2 % — особи молодші 18 років, 58,5 % — особи у віці 18—64 років, 21,3 % — особи у віці 65 років та старші. Медіана віку мешканця становила 47,3 року. На 100 осіб жіночої статі у місті припадало 108,0 чоловіків;  на 100 жінок у віці від 18 років та старших — 111,8 чоловіків також старших 18 років.
Середній дохід на одне домашнє господарство  становив 66 064 долари США (медіана — 50 417), а середній дохід на одну сім'ю — 78 311 долар (медіана — 60 250). Медіана доходів становила 41 667 доларів для чоловіків та 31 875 доларів для жінок. За межею бідності перебувало 13,7 % осіб, у тому числі 23,2 % дітей у віці до 18 років та 4,8 % осіб у віці 65 років та старших.
Цивільне працевлаштоване населення становило 469 осіб. Основні галузі зайнятості: освіта, охорона здоров'я та соціальна допомога — 23,2 %, виробництво — 21,7 %, роздрібна торгівля — 9,0 %, будівництво — 8,7 %.